# Corno di Picard
Un corno di Picard è una 3-varietà della geometria iperbolica, teorizzata per la prima volta da Émile Picard nel 1884.
Al nostro universo venne attribuita una forma di tipo iperbolica, la teoria fu quasi dimenticata ma dopo che la sonda WMAP fornì i primi dati la teoria venne riproposta da Frank Steiner nel 2007, attribuendogli il nome di "corno di Picard" .
Dà l'idea di un imbuto che si allunga, con due estremità una che va via via allargandosi e una che va restringendosi fino all'infinito... risulta essere così tanto stretto che il volume totale dell'imbuto (cioè quello dell'universo) risulta comunque finito, avendo presupposto che tale universo sia finito possiamo enunciare che si tratta di un universo multiconnesso (si tratta di una teoria che rende possibile una specie di riflessione al interno di questo cono, possiamo per esempio osservare una galassia che si trova al limite del orizzonte visibile, volgendo poi la testa al lato opposto vedremmo la faccia opposta della galassia), per cui vale la geometria degli "asteroids" e perciò qualsiasi oggetto che uscisse da un bordo rientrerebbe dall'altro.